# 约翰·道格拉斯 (篮球运动员)
约翰·戴维·道格拉斯（英語：John David Douglas，1956年6月12日—），美国NBA联盟前职业篮球运动员。他在1978年的NBA选秀中第6轮第8顺位被新奥尔良爵士选中。